# アンディ・ゼキリ
アンディ・ゼキリ（Andi Zeqiri、1999年6月22日 - ）は、スイス・ローザンヌ出身のサッカー選手。KRCヘンク所属。ポジションはFW。スイス代表。

## クラブ経歴
2011年にFCローザンヌ・スポルトの下部組織へ移り、2015年5月22日、FCル・モンとのスイス・カップでトップチームデビューを果たした。2016-17シーズンはユヴェントスFCのプリマヴェーラへのレンタル移籍をした。
2020年10月1日、プレミアリーグのブライトン・アンド・ホーヴ・アルビオンFCに移籍し、4年契約を結んだ。同年12月20日、シェフィールド・ユナイテッドFCとの試合にて72分から途中出場してプレミアリーグデビューを飾った。
2021年8月30日、1シーズンの間ブンデスリーガに所属するFCアウクスブルクへレンタル移籍することが決定した 。
2022年8月2日、2022-23シーズンはFCバーゼルにレンタル移籍をした。
2023年9月5日、ゼキリはベルギー・プロ・リーグのクラブ、ゲンクと3年契約（さらに12か月のオプション付き）を結んだ。 移籍金は約240万ポンドと報じられた。
2024年9月6日、ゼキリはスタンダール・リエージュへ買取オプション付きのローン移籍をした。

## 代表経歴
2013年からスイスの各世代別代表から招集され続け、2020年6月にはコソボ代表から招集を受けたが、スイスサッカー協会からの要請もあってこれを断った。
2021年5月19日、フル代表未経験ながらUEFA EURO 2020に臨むスイス代表の予備登録メンバーに選ばれた。しかし、大会直前の親善試合での出番は無く、大会の登録メンバーからは漏れてしまった。
2021年9月1日、ギリシャ代表との親善試合でスイス代表での初キャップを刻んだ。